# Gastronomía de Costa de Marfil
La gastronomía de la Costa de Marfil es muy variada y se destaca la calidad de los productos con los que se elaboran sus platos, como por ejemplo los pescados y mariscos, las carnes, mandioca, arroz y mijo, entre otros.
Entre los platos típicos destacan los pescado a la parrilla con salsa de sésamo o nueces, acompañados por arroz y maíz. El attieké es mandioca rallada, el futú, puré de plátano, el keyenú, pollo con mandioca, arroz y plátano frito. Además de antílope.
En cuanto al postre encontramos frutas frescas, como el plátano frito (alloco), o dulces preparados con cacao y nueces.
Las bebidas más consumidas son el vino de palma (banguy), la cerveza de mijo, el cacao.  